# Bockstraße 14 (Quedlinburg)

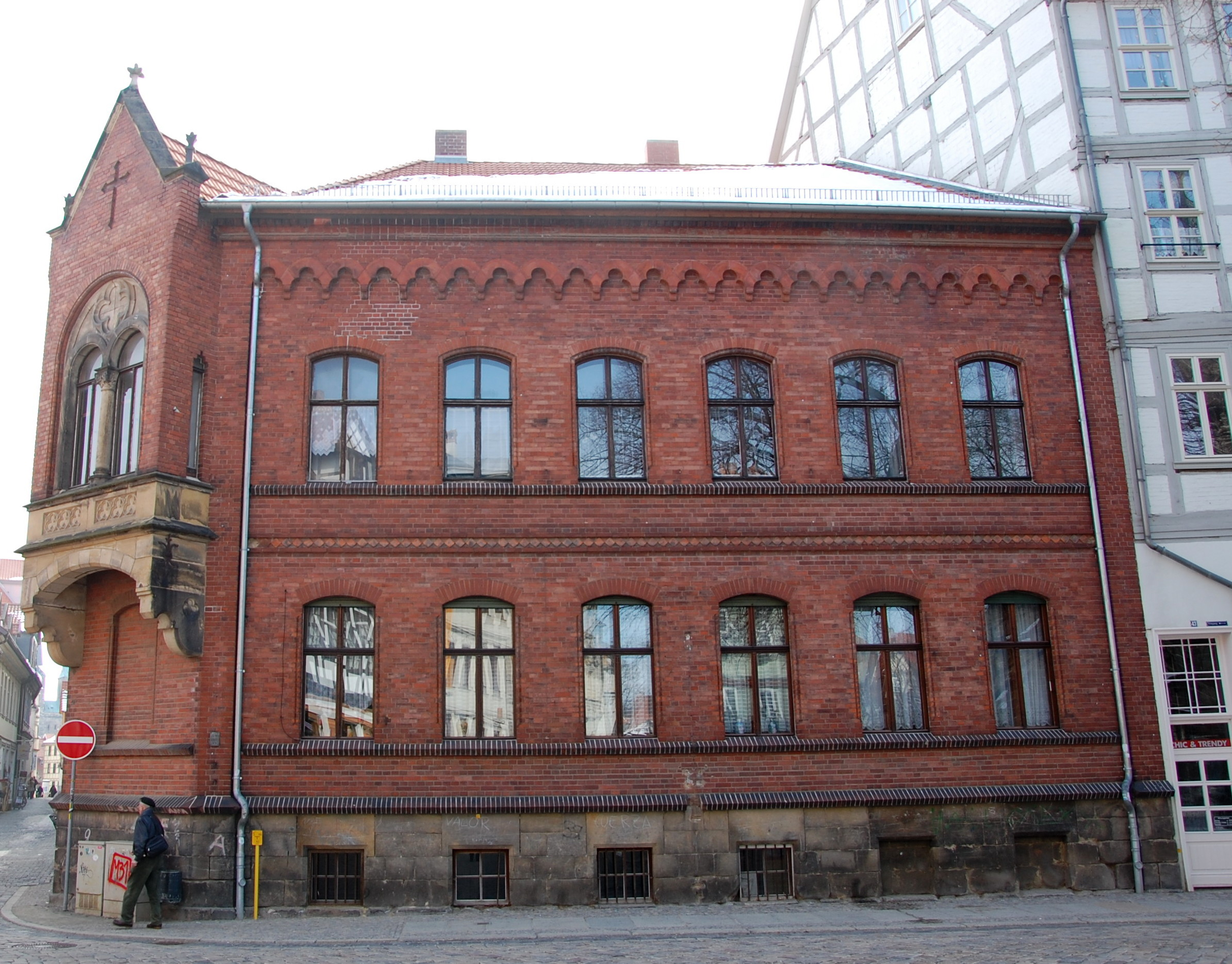
Haus Bockstraße 14

Das Haus Bockstraße 14 ist ein denkmalgeschütztes Gebäude in der Stadt Quedlinburg in Sachsen-Anhalt und dient als Pfarrhaus der St.-Benedikt-Gemeinde.

## Lage
Es befindet sich nordöstlich des Marktplatzes der Stadt an der Einmündung der Bockstraße auf die Breite Straße und gehört zum UNESCO-Weltkulturerbe. Im Quedlinburger Denkmalverzeichnis ist es als Pfarrhaus eingetragen.

## Architektur und Geschichte
Das zweigeschossige Gebäude wurde in den Jahren 1878/1879 als Oberpredigerhaus der Gemeinde errichtet. Der Entwurf stammte vom Regierungsbaumeister Annecke. Die Fassade des Hauses präsentiert sich als Backsteinfassade im Stil der Neogotik. Zur Ecke hin befindet sich vor dem Obergeschoss ein von einem Spitzgiebel bekrönter Erker. Zwischen den gekuppelten Fenster des Erkers befindet sich eine Säule. Darüber hinaus besteht eine Verzierung mit Blendmaßwerk.
Bemerkenswert ist das auf der Hofseite des Anwesens befindliche Portal, dessen Türblätter üppig mit barocken Schnitzereien verziert sind. Es gilt als eines der prächtigsten Portale Quedlinburgs und stammt aus der Zeit um 1700 von einem Vorgängerbau.